# بلت (دهانه)
بلت یک دهانه برخوردی در ماه‌ است.

## دهانه‌های اقماری
این دهانه ۲ دهانه اقماری دارد.
| Bellot | عرض جغرافیایی | طول جغرافیایی | قطر         |
| ------ | ------------- | ------------- | ----------- |
| A      | ۱۳.۴° S       | ۴۷.۷° E       | ۸.۰ کیلومتر |
| B      | ۱۳.۵° S       | ۴۷.۸° E       | ۷.۰ کیلومتر |